# 中西進
中西 進（なかにし すすむ、1929年〈昭和4年〉8月21日 - ）は、日本の教育者・文学者（日本文学・比較文学）。学位は、文学博士（東京大学・論文博士・1962年）。国際日本文化研究センター名誉教授、大阪女子大学名誉教授、京都市立芸術大学名誉教授、奈良県立万葉文化館名誉館長。文化功労者。文化勲章受章。
東京学芸大学附属高等学校教諭、成城大学文芸学部教授、筑波大学歴史人類学系教授、国際日本文化研究センター教授、帝塚山学院大学教授、帝塚山学院大学国際理解研究所所長、大阪女子大学学長、日本学術会議会員、学校法人帝塚山学院理事長、京都市立芸術大学学長、池坊短期大学学長、奈良県立万葉文化館館長、高志の国文学館館長などを歴任した。元号「令和」の考案者と目されるが、「元号は中西進という世俗の人間が決めるようなものではなく、天の声で決まるもの。考案者なんているはずがない」と発言している。

## 概要
東京府出身の日本文学者、比較文学者、万葉学者である。『万葉集』の比較文学的研究、および、万葉史の研究で知られており、日本学士院賞などを受賞している。
高等学校の教員を経て、成城大学、筑波大学、国際日本文化研究センターなどで教育や研究に従事した。大阪女子大学、京都市立芸術大学、池坊短期大学においてはそれぞれ学長を務め、帝塚山学院では理事長や学院長を務めるなど、教育研究機関の要職を歴任した。

### 栄典
- 1994年正月には天皇により宮中歌会始の召人に任じられた[3]。
- 2004年に文化功労者を顕彰[3]
- 2005年に瑞宝重光章を授与[3]
- 2013年に文化勲章を授与[3]

## 来歴

### 生い立ち
1929年、東京府豊多摩郡高井戸町松庵（現・東京都杉並区松庵）にて生まれた。父新太郎は内閣統計局に勤める官僚、母は元小学校教諭。4人兄弟の長男。父が鉄道省に出向していたため、戦中の1942年広島県広島市に転勤となり、小学校5年から約4年間を広島で過ごす。広島大学附属中学校を経て、旧制東京都立武蔵中学校、東京大学に進学した。
『百人一首』は小学生時代から暗記していたものの、後にライフワークとなる『万葉集』との本格的な出会いは、太平洋戦争終戦で復学した旧制中学校4年生の授業で、最初は教師に「赤人とか黒人とかへんな名前ですけど」と意味を尋ねるほどであった。
東京大学では文学部国文学科にて学び、国文学者の久松潜一に師事した。1953年、東京大学を卒業し、文学士の称号を取得した。同大学の大学院に進学し、文学研究科にて学んだ。卒業論文は「上代文藝における散文性の研究」。大学院生になってからも、引き続き久松に師事した。1954年には東京都立雪谷高校の定時制で講じた。1955年に修士課程を修了し、文学修士の学位を取得した。1959年に博士課程を退学したが、30代で博士論文「萬葉集の比較文学的研究」を執筆し、1962年に文学博士の学位を取得した。また、この論文により1963年に第15回読売文学賞を受賞した。以後、日本古代文学と中国文学との比較研究を始める。また、国文学者の高木市之助に私淑してその美学を学ぶとともに、英文学者の土居光知よりユーラシア文化学を学んだ。

### 文学者として

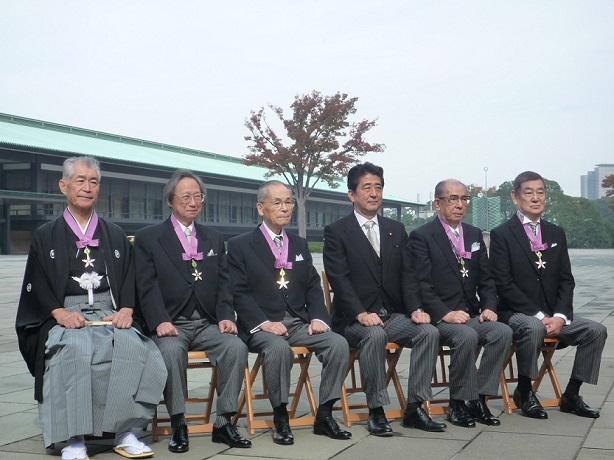
2013年11月3日、文化勲章親授式後に静岡県理事長本庶佑（左端）、書家高木聖鶴（左から3人目）、東北工業大学理事長岩崎俊一（右から2人目）、俳優高倉健（右端）と皇居宮殿東庭で記念撮影

東京学芸大学附属高等学校教諭などを経て、1970年に成城大学にて文芸学部の教授に就任した。また、プリンストン大学客員教授を兼任した。1984年、筑波大学に転じ歴史人類学系の教授に就任した。1987年、国際日本文化研究センターに転じて教授に就任した。また、トロント大学客員教授を兼任した。1995年、帝塚山学院大学に転じ、教授に就任するとともに、国際理解研究所の所長を務めた。
そのほか、京都大学、大阪大学、神戸大学、兵庫教育大学、名古屋大学、広島大学、静岡大学、金沢大学、富山大学、東京電機大学、東京学芸大学、静岡女子大学、日本大学、上智大学、二松學舍大学、藤女子大学、ノートルダム清心女子大学、広島女学院大学、サイバー大学にて、それぞれ講師を兼任していた。また、サンパウロ大学、プラハ・カレル大学、復旦大学、天津師範大学、鄭州大学、蘇州大学、中国社会科学院、在中国日本研究中心、高麗大学校にて、それぞれ客員教授を兼任した。
1997年、大阪女子大学にて学長に就任した。2001年、帝塚山学院にて理事長および学院長に就任した。2004年、京都市立芸術大学にて学長に就任した。2011年、池坊短期大学にて学長に就任した。なお、学長退任後、大阪女子大学や京都市立芸術大学から名誉教授の称号が授与された。また、姫路文学館館長、奈良県立万葉文化館館長、などといった要職を歴任した。1993年から1999年まで日本比較文学会の会長を務め、歌壇賞の選考委員や日本ペンクラブの副会長も務めた。
1994年、歌会始にて召人を務めた。1997年、全国大学国語国文学会にて代表理事となり、組織改編後は会長となった。2012年7月6日に開館した高志の国文学館においては、初代館長に就任した。そのほか、京都市中央図書館館長、京都市右京中央図書館館長、田辺聖子文学館館長、堺市博物館名誉館長、奈良テレビ放送文化スタジオ・こころ大学学長、平城遷都1300年記念事業協会理事なども務めた。また、NARA万葉世界賞、親鸞賞、読売あをによし賞、大阪文化賞、山片蟠桃賞においては、それぞれ選考委員を務めた。
世界の宗教的和解を目指すインドの仏教高等研究センター「ナーランダ大学」の復興・創設の賢人会議・理事会メンバー。

## 研究

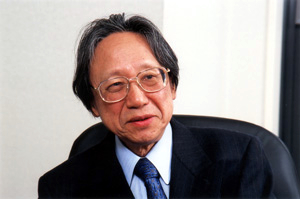
2009年（平成21年）公表

専門は文学、日本文学・比較文学・万葉学といった分野の研究に従事した。『万葉集』研究の第一人者とされており、万葉集の比較文学的研究、および、万葉史の研究で知られる。万葉集の成立過程を論じた業績は「中西万葉学」とも評され、「現代国文学界の象徴的存在」と謳われるに至った。
30代にて「万葉集の比較文学的研究」が評価され、第15回読売文学賞を受賞している。また、漢字本文・現代語訳・注を収めた、文庫『万葉集』のテキスト講談社文庫『万葉集』（全4冊と万葉集事典1冊）を編集。研究・評論も多く著書は100冊を超える。角川書店にて上梓した『万葉と海彼』が評価され、第3回和辻哲郎文化賞を受賞している。また、岩波書店にて上梓した『源氏物語と白楽天』が評価され、第24回大佛次郎賞を受賞している。
さらに、小学生に万葉の魅力を伝えるため、「万葉みらい塾」を開催し全国の小学校を訪れている。この活動が評価され、2010年に菊池寛賞を受賞している。高校生にも万葉の魅力を伝えるため、「万葉青春塾」も開催している。また、奈良テレビ放送の『中西進の万葉こゝろ旅』にレギュラー出演し、万葉集の故地を探訪して歌の解説をしていた。それが評価され、奈良テレビ放送文化賞を授与された。長年にわたる万葉集の比較文学的研究、万葉史の研究が評価され、1970年5月29日には日本学士院賞を受賞した。
また、山上憶良を朝鮮半島からの帰化人とする説を提唱した。しかし、この説には青木和夫や佐伯有清が歴史学の立場から批判を加えている（詳しくは山上憶良の記事を参照）。

## 人物
元号
2019年（平成31年）4月1日に新元号「令和」が発表されると、中西が「令和」の考案者であると報じられた。ただし、中西本人は「お話しすることはありません」と明確な回答を控えるとともに「元号は中西進という世俗の人間が決めるようなものではなく、天の声で決まるもの。考案者なんているはずがない」とコメントしている。
なお、日本政府の公式発表では『万葉集』の序文が「令和」の典拠とされているが、漢籍の影響も指摘されている。ただ中西は、この序文の形式について、王羲之の『蘭亭序』の形式と同一である点を指摘しており「中国では唐の初めに漢詩に序をつけることが流行する。この傾向は万葉集の中にも入り込み、独特な表現様式を持つことになった」と論じているという。
安倍政権の憲法解釈変更
集団的自衛権の行使を合憲とする安倍政権の憲法解釈変更には批判的である。安倍政権による憲法解釈変更を批判する「戦争させない・9条壊すな! 総がかり行動」の賛同者の一人として名を連ねている。
安倍政権の衆議院解散
2017年に安倍政権が衆議院を解散したことについて「北朝鮮のミサイル問題など難題山積の中、今回の衆院解散は唐突」と指摘したうえで「『政は正なり』という言葉が中国の古典にある。為政者は、率先して正しい道を歩かなければならない。政治が正しく行われているかどうかを問うのが選挙である」と論じた。

## 門下生
高校教師時代の教え子に、エジプト考古学者の吉村作治（早稲田大学教授）、大沢悠里（獨協高校時代の教え子）、近藤崇晴（元最高裁判所判事）、プリンストン大学時代の学生にリービ英雄（法政大学教授）、成城大学時代の教え子に三浦佑之（千葉大学名誉教授）、辰巳正明（國學院大學名誉教授）、小宮山洋子（元厚労相）、桑原征平（元関西テレビアナウンサー）、石川雅之（映画演劇評論家・鎌倉市文化担当課長）、塩沢一平（二松学舎大学教授）、斎藤由香（エッセイスト、北杜夫の娘）がいる。

## 略歴
- 1929年 - 東京府にて誕生[4]。
- 1953年 - 東京大学文学部卒業[9]
- 1955年 - 東京大学大学院文学研究科修士課程修了[9]
- 1959年 - 東京大学大学院文学研究科博士課程退学[9]
- 1970年 - 成城大学文芸学部教授[9]
- 1984年 - 筑波大学歴史人類学系教授[9]
- 1987年 - 国際日本文化研究センター教授[9]
- 1991年 - 文化庁国語審議会委員[9]
- 1995年
  - 帝塚山学院大学教授[9]
  - 帝塚山学院大学国際理解研究所所長[9]
- 1997年
  - 大阪女子大学学長[9]
  - 日本学術会議会員[9]
- 2001年
  - 帝塚山学院理事長[9]
  - 帝塚山学院学院長[9]
- 2003年 - 日本ペンクラブ副会長[9]
- 2004年
  - 京都市立芸術大学学長[9]
  - 文部科学省中央教育審議会委員[9]
- 2011年
  - 池坊短期大学学長[9]
- 2012年
  - 高志の国文学館館長[32]

## 賞歴
- 1964年 - 読売文学賞[3]
- 1970年 - 日本学士院賞[2]
- 1990年 - 和辻哲郎文化賞[3]
- 1996年 - アジア・太平洋出版連合（APPA）出版賞金賞
- 1997年 - 大佛次郎賞[19]
- 2002年 - 京都新聞文化賞[3]
- 2004年 - 奈良テレビ放送文化賞[3]
- 2008年 - 京都市市政功労者特別表彰
- 2010年 - 菊池寛賞[3]
- 2012年 - 全国日本学士会アカデミア賞
- 2013年 - 富山県特別栄誉賞
- 2015年 - 京都市特別功労賞
- 2019年 - 京都市名誉市民

## 栄典
- 2004年 - 文化功労者[3]
- 2005年 - 瑞宝重光章[3]
- 2013年 - 文化勲章[3]

## 出演
- 『中西進の万葉こゝろ旅』（奈良テレビ放送） - 再放送中
- 『真珠の小箱』（毎日放送） - ゲスト出演。終了。
- 『情熱大陸』（毎日放送）2019年8月18日放送分。

## 著書
- 『万葉集の比較文学的研究』南雲堂桜楓社 1963 のち桜楓社（3分冊）
- 『古今六帖の万葉歌』武蔵野書院 1964 - 類題歌集『古今和歌六帖』の基礎研究
- 『万葉史の研究』桜楓社 1968
- 『滅びゆく万葉大和路』角川書店 1968
- 『柿本人麻呂 日本詩人選』筑摩書房 1970、講談社学術文庫 1991
- 『万葉の詩と詩人』弥生書房 1972
- 『万葉の心 日本の心シリーズ』毎日新聞社 1972、毎日文庫 2019
- 『万葉の大和』毎日新聞社 1972
- 『山上憶良』河出書房新社 1973
- 『万葉の世界』中公新書 1973
- 『古代十一章』毎日新聞社 1974
- 『天智伝』中公叢書 1975、のち中公文庫
- 『詩心往還』河出書房新社 1975
- 『神々と人間』講談社現代新書 1975
- 『万葉集原論』桜楓社 1976、講談社学術文庫 2020
- 『万葉集 鑑賞日本古典文学第3巻』角川書店 1977
- 『万葉の花』保育社カラーブックス 1977
- 『漂泊 日本的心性の始原』毎日新聞社 1978
- 『狂の精神史』講談社 1978 のち文庫
- 『日本人の愛の歴史 古典の主人公たち』角川選書 1978
- 『雪の匂い』弥生書房 1980
- 『万葉の時代と風土 万葉読本1』角川選書 1980
- 『雪月花』小沢書店 1980
- 『万葉の歌びとたち 万葉読本2』角川選書 1980
- 『古典と日本人』弥生書房 1981
- 『万葉集入門 その歴史と文学』角川文庫 1981
- 『万葉の長歌 古典鑑賞』教育出版 1981
- 『谷蟆考 古代人と自然』小沢書店 1982
- 『万葉の秀歌』講談社現代新書（上・下） 1984、ちくま学芸文庫 2012
- 『遠景の歌』小沢書店 1985
- 『古事記をよむ』1-4 角川書店 1985-1986
- 『旅に棲む 高橋虫麻呂論』角川書店 1985 のち中公文庫
- 『辞世のことば』中公新書 1986
- 『万葉百景』平凡社 1986
- 『万葉のことばと四季 万葉読本3』角川選書 1986
- 『非凡者光と影』時事通信社 1988
- 『日本文学と死』新典社「叢刊・日本の文学」 1989
- 『古代うた紀行』角川選書 1989
- 『父の手』本阿弥書店 1989
- 『万葉と海彼』角川書店 1990
- 『山上憶良を語る・大伴家持を語る』NHKこころをよむ 日本放送出版協会 1990
- 『日本神話の世界』平凡社 1991、ちくま学芸文庫 2013
- 『神話力 日本神話を創造するもの』桜楓社 1991
- 『日本人のこころ』大修館書店 1992
- 『ユートピア幻想 万葉びとと神仙思想』大修館書店 1993
- 『キリストと大国主 誰も知らなかった古代日本の中の「世界」』文藝春秋 1994
- 『古代日本人の宇宙観 NHK人間大学』日本放送出版協会 1994 (放送テキスト)
- 『放埒の夢 わが心の現代詩歌』有学書林 1995
- 『花のかたち 日本人と桜 古典/近代』角川書店 1995
- 『源氏物語と白楽天』岩波書店 1997
- 『日本人とは何か』講談社 1997
- 『聖武天皇-巨大な夢を生きる』PHP新書 1998／中公文庫 2011
- 『万葉時代の日本人』潮ライブラリー 1998
- 『ことばの風景』角川春樹事務所 1999
- 『万葉歌人の愛そして悲劇 憶良と家持』日本放送出版協会・NHKライブラリー 2000
- 『中西進と歩く万葉の大和路』ウェッジ 2001
- 『古代日本人・心の宇宙』日本放送出版協会・NHKライブラリー 2001
- 『日本人の忘れもの』(全3巻) ウェッジ 2001-2004 のち文庫
- 『「謎に迫る」古代史講座』PHP研究所 2002
- 『日本人こころの風景』創元社 2002
- 『ひらがなでよめばわかる日本語のふしぎ』小学館 2003 のち新潮文庫
- 『日本文学と漢詩 外国文学の受容について』岩波セミナーブックス 2004
- 『万葉を旅する』ウェッジ 2005
- 『日本のかたち こころの風景から』産経新聞出版 2005
- 『中西進の万葉みらい塾』朝日新聞社 2005
- 『日本語の力』集英社文庫 2006
- 『詩心 永遠なるものへ』中公新書 2006
- 『国家を築いたしなやかな日本知』ウェッジ 2006
- 『これから日本人が歩いていく道』四季社 2006
- 『詩をよむ歓び』麗澤大学出版会 2007
- 『古代文学の生成』おうふう 2007
- 『中西進と読む「東海道中膝栗毛」』ウェッジ 2007
- 『中西進と歩く百人一首の京都』京都新聞出版センター 2007
- 『美しい日本語の風景』淡交社 2008
- 『古代往還 文化の普遍に出会う』中公新書 2008
- 『日本人意志の力』ウェッジ 2009
- 『悲しみは憶良に聞け』光文社 2009
- 『日本の文化構造』岩波書店 2010
- 『こころの日本文化史』岩波書店 2011
- 『日本人の愛したことば』東京書籍 2011
- 『うたう天皇』白水社 2011
- 『情に生きる日本人 Tender Japan』ウェッジ 2013
- 『楕円の江戸文化』白水社 2013
- 『ことばのこころ』東京書籍 2016
- 『文学の胎盤-中西進歩く近現代名作小説42の舞台』ウェッジ 2016
- 『「旅ことば」の旅』ウエッジ 2017
- 『令しく平和に生きるために』潮新書 2019
- 『上代文藝に於ける散文性の研究』東京書籍 2019
- 『令和の力、万葉集の力』短歌研究社 2019
- 『万葉集 愛の100首』宝島社 2020

### 著作集成
- 『万葉集 全訳注』全4巻別巻1、講談社文庫 1978-1985
- 『中西進 日本文化をよむ』（全6巻）、小沢書店 1994-96
- 『大伴家持 万葉歌人の歌と生涯』全6巻 角川書店 1994-95
- 『中西進 万葉論集』全8巻、講談社 1995 - 1996
- 『傍注万葉秀歌選』四季社（全3巻）2003
- 『CD全10巻 万葉秀歌を旅する』アートデイズ 2008
- 『中西進著作集』（全36巻） 四季社 2007 - 2012

## 編著共著
- 上代日本文学史 有斐閣双書 1979
- 日本文学新史 古代 1 至文堂 1985
- 大伴家持 人と作品 桜楓社 1985
- 日本文学の構造 小西甚一共編 創樹社 1987
- 柿本人麻呂 人と作品 桜楓社 1989
- 日本文学と外国文学 入門比較文学 松村昌家共編 英宝社 1990
- 山上憶良 人と作品 桜楓社 1991
- 漢字文化を考える 山本七平共編著 大修館書店 1991
- 古代の祭式と思想 東アジアの中の日本 角川選書 1991
- 謎の王国・渤海 安田喜憲共編 角川選書 1992
- 万葉集を学ぶ人のために 世界思想社 1992
- 日本文学における「私」 河出書房新社 1993
- エミシとは何か 古代東アジアと北方日本 角川選書店 1993
- 南方神話と古代の日本 角川選書 1995
- 霊魂をめぐる日本の深層 梅原猛共編 角川選書 1996
- 花の変奏 花と日本文化 辻惟雄共編 ぺりかん社 1997
- 大伴旅人 人と作品 おうふう 1998
- 日本の想像力 JDC 1998
- 坂上郎女 人と作品 おうふう 1998
- 万葉びとの心と暮らし 仏教文化の開花 作品社 2003 (史話日本の古代第7巻)
- 入江泰吉 万葉花さんぽ 小学館文庫 2003
- 石川忠久・中西進の漢詩歓談 大修館書店 2004
- 女流歌人(額田王・笠郎女・茅上娘子) 人と作品 おうふう 2005
- 笠金村・高橋虫麻呂・田辺福麻呂 人と作品 おうふう 2005
- 高市黒人・山部赤人 人と作品 おうふう 2005
- 中西進の万葉こゝろ旅 奈良テレビ放送 2006
- 災害と生きる日本人 磯田道史 潮新書 2019
- 卒寿の自画像　わが人生の賛歌 聞き手鵜飼哲夫 東京書籍 2020